# Sint-Alardskerk
De Sint-Alardskerk is een protestantse kerk van de Nederlandse Hervormde Kerk in Serooskerke in de provincie Zeeland.

## Geschiedenis
Het huidige kerkgebouw werd omstreeks 1425 als rooms-katholieke kerk gebouwd, gewijd aan de heilige Adelhard (of Alard)
De kerk werd in 1575 (of 1576) in brand gestoken door plunderende geuzen tijdens de roerige periode bij het  Beleg van Zierikzee door de Spaanse troepen onder leiding van kolonel Mondragon. Het schip werd met de oude stenen opnieuw opgebouwd maar het koor ging verloren. Het herstel werd grotendeels bekostigd door de verhoging van de accijnzen op bier, wat niet ongebruikelijk was in die tijd. In 1611 werd de kerk terug in gebruik genomen door de Hervormde gemeente met als eerste predikant Lucas Spiering.
De kerk had zwaar te lijden tijdens de watersnoodramp van 1953. De kerk diende volledig gerestaureerd te worden en de werken duurden van 1957 tot 1958. De kerktoren die ondertussen zwaar naar achteren weggezakt was werd door middel van hydraulische vijzels terug recht gezet. Doordat het zoute water diep in de muren doorgedrongen was, moest in 1997 de binnenzijde van de muren opnieuw gerestaureerd worden waarbij een nieuwe stuclaag werd aangebracht.

## Kerktoren
De kerktoren uit 1425 is een bakstenen westtoren met een achtkantige spits.. De ingangspoort heeft een korfboog met erboven een venster. De tweede geleding heeft lisenen en een boogfries. In de klokkenstoel hangt een klok uit 1621 van Johannes Meurs, met een diameter van 59 cm. Het mechanisch torenuurwerk dateert uit de 17e eeuw.

## Interieur
De houten preekstoel, met lichtarm en zandloper dateert uit 1660. De koperen kroonluchter uit 1727 is van de hand van Johannes Specht (1699-1763) uit Rotterdam.

### Orgel
Het kerkorgel werd gebouwd door orgelbouwer Van Vulpen en na de restauratie van de kerk voor de eerste maal in dienst genomen op 17 juli 1958. Het was het eerste pijporgel in de kerk die voorheen enkel een harmonium had.

## Fotogalerij

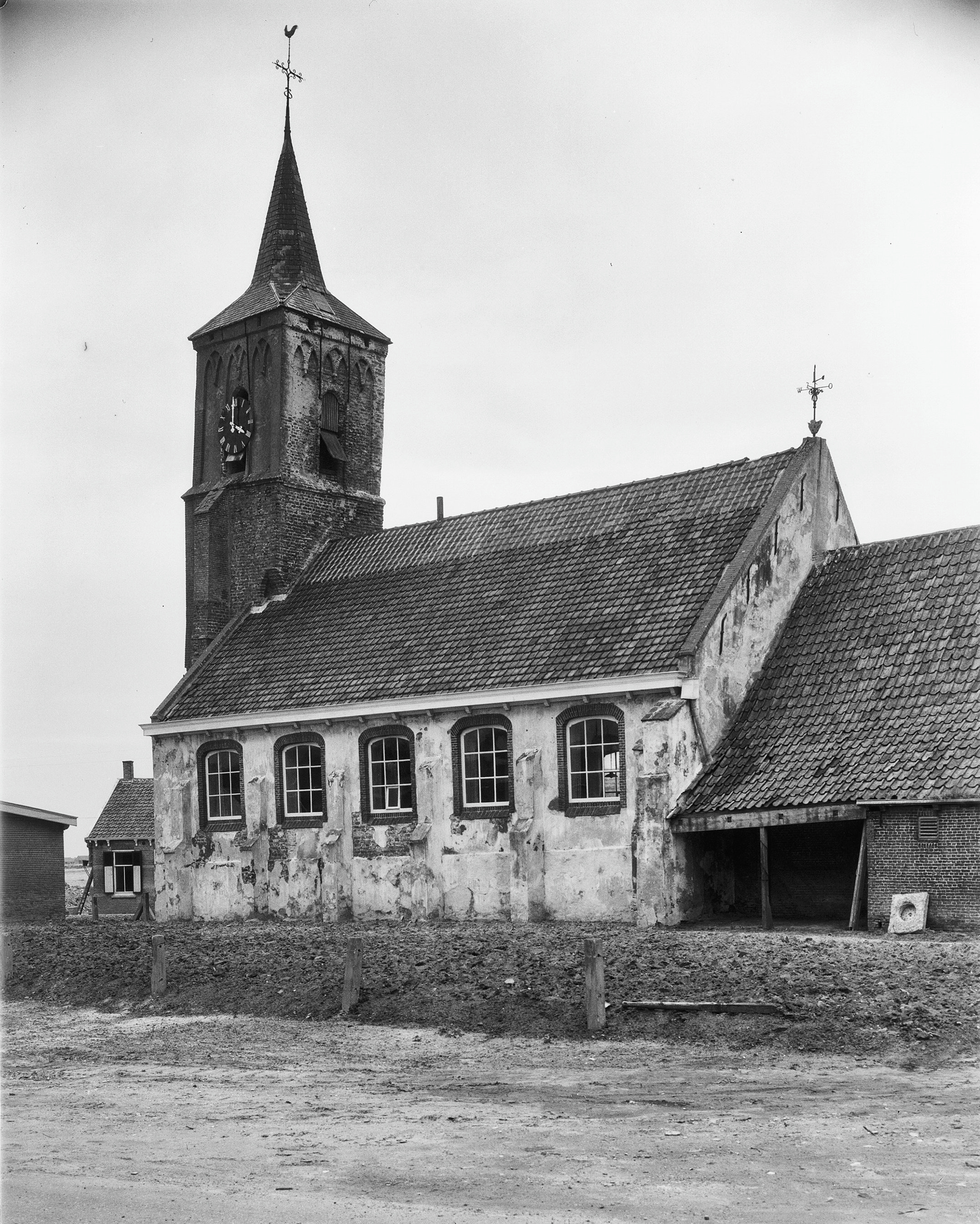
Kerkgebouw in 1954
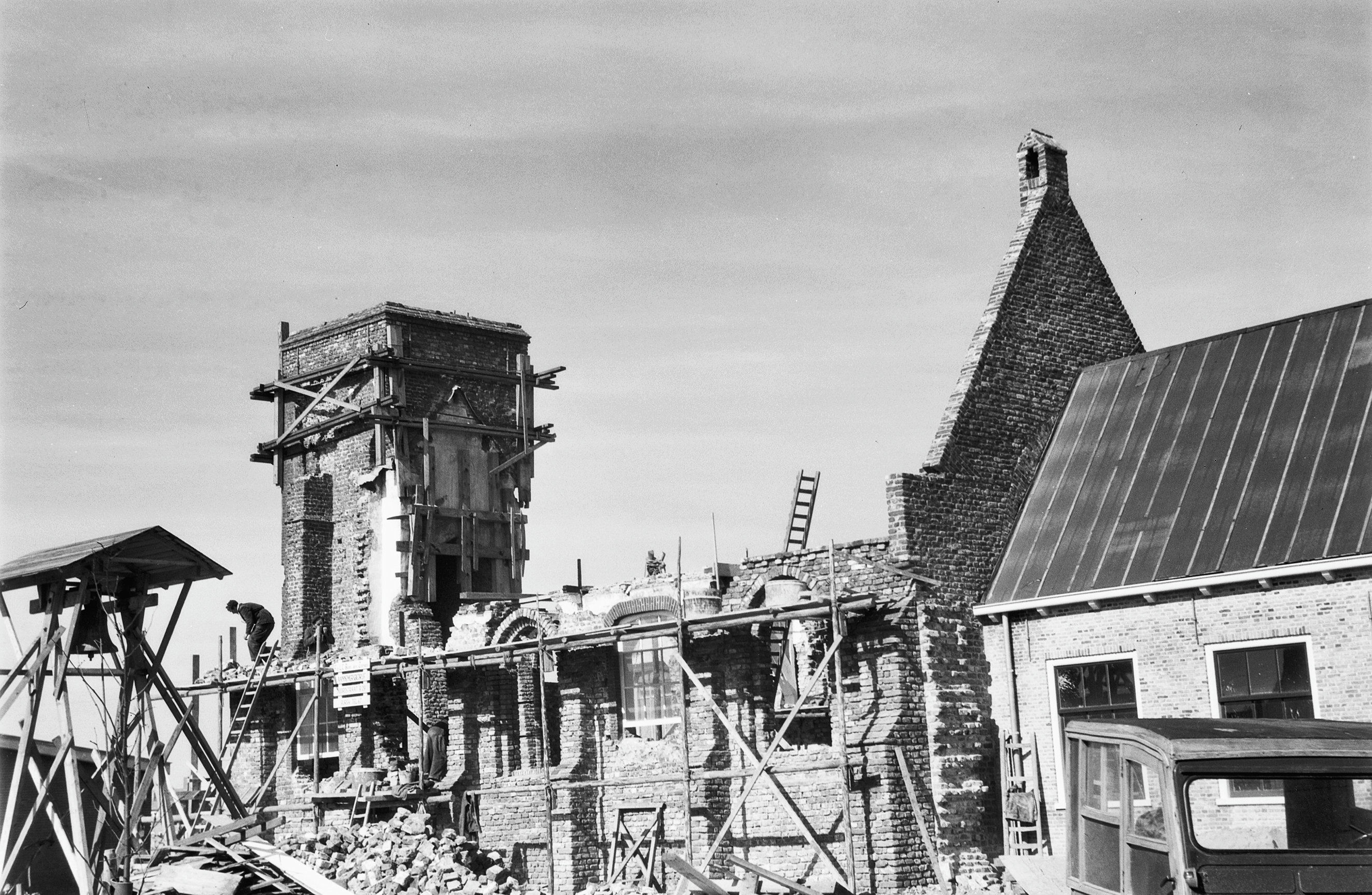
Herstellingswerken 1957
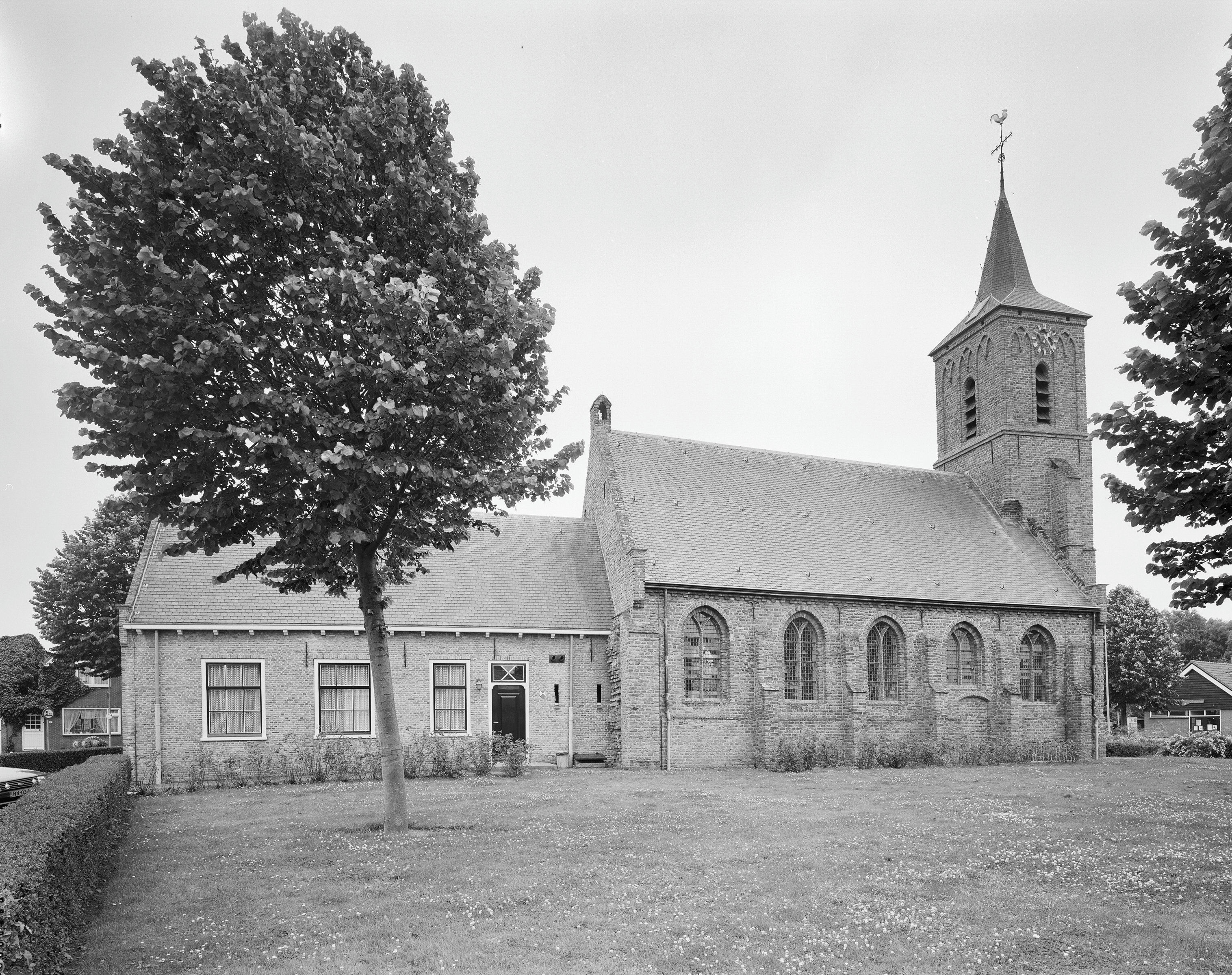
Zicht op de aangebouwde consistorie